# Mithankot
Mithankot (Panjabi: ਮਿਠਨਕੋਟ, Urdu: مِٹھّن کوٹ), coneguda nadiuament també com a Kot Mithan, és una ciutat al sud del Punjab, Pakistan (districte de Rajanpur).
Mithankot es troba a la riba oest del riu Indus, a poca distància riu avall de la seva unió amb el riu Panjnad.
La ciutat destaca per ser el lloc de la tomba del famós poeta Siraiki, Khawaja Ghulam Fareed.

## Clima i economia

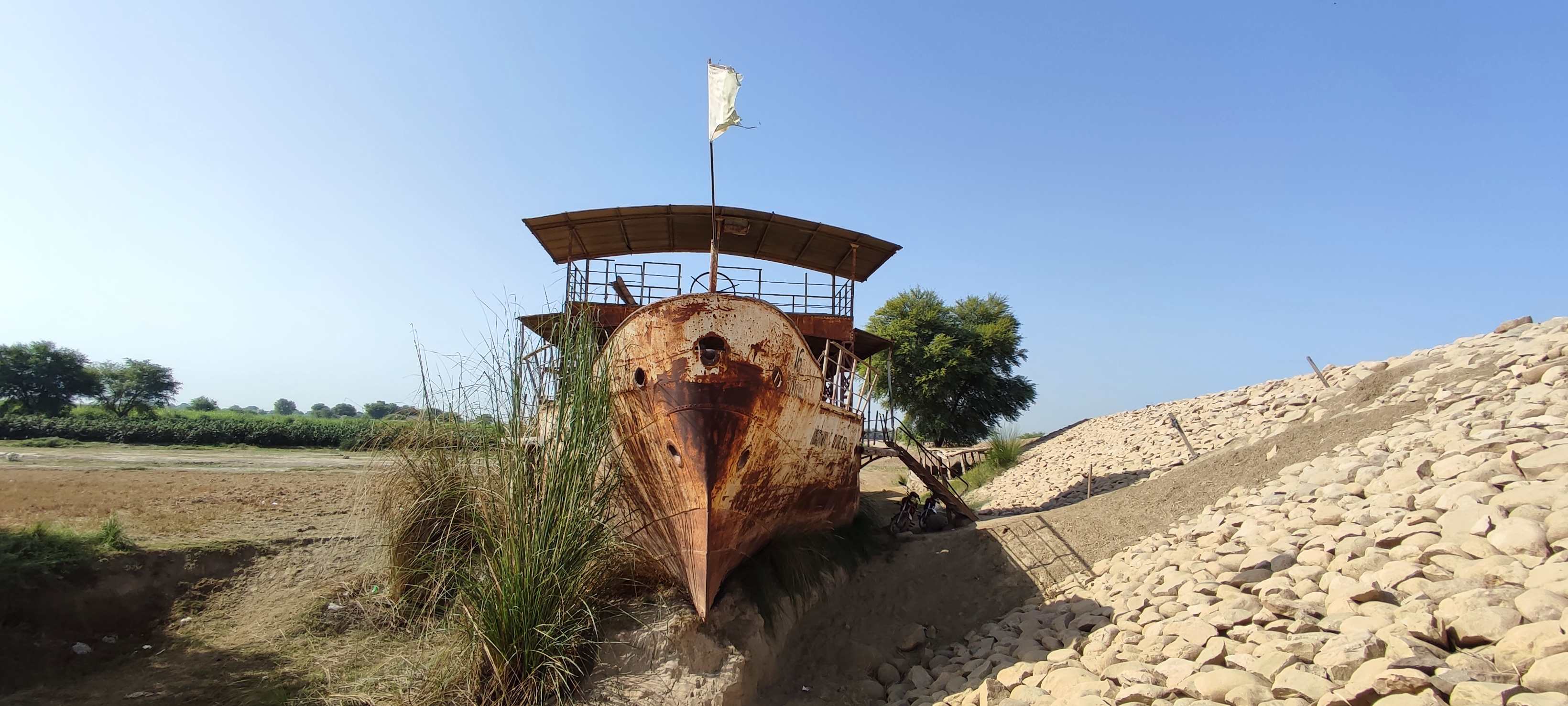
Vaixell a la vora del riu Indus a Mithankot

El clima és àrid i desèrtic, la precipitació mitjana anual és de només 100 mm. Fa molta calor a l'estiu i força fred a l'hivern. Al costat sud hi ha el gran riu Indus.
Els cultius com el blat, la canya de sucre, el cotó i l'arròs són possibles mitjançant el regadiu de canals del riu Indus.